# Walerian Wiśniewski
Walerian Feliks Wiśniewski, ps. „Kuba” (ur. 18 sierpnia 1893 w Wadowie, zm. 19 października 1946) – podpułkownik piechoty Wojska Polskiego, kawaler Orderu Virtuti Militari.

## Życiorys
Syn Stefana i Walerii z domu de Lefftreu, urodzony 18 sierpnia 1893 roku w Wadowie. Przed I wojną światową ukończył Państwową Szkołę Handlową we Lwowie i rozpoczął drugi rok studiów prawniczych na Uniwersytecie Franciszkańskim we Lwowie. Był członkiem „Promienia”, „Zarzewia” i Polskiej Drużyny Strzeleckiej w Tarnopolu. W 1914 roku wstąpił do Legionów Polskich, został przydzielony do 3 pułku piechoty i wyznaczony na stanowisko komendanta plutonu. W bitwie pod Pasieczną został ciężko ranny. Od 10 sierpnia 1915 roku był adiutantem pułku. W czasie służby w Legionach awansował kolejno na: chorążego (18 października 1914 roku), podporucznika (18 stycznia 1915 roku) i porucznika (1 kwietnia 1916 roku). W 1917 roku, po kryzysie przysięgowym, wstąpił do Polskiej Siły Zbrojnej. 1 grudnia 1917 roku został awansowany na kapitana.
W 1918 roku został przyjęty do Wojska Polskiego, został przydzielony do Armii generała Hallera. Od 16 czerwca do 30 listopada 1919 roku był słuchaczem I Kursu Wojennej Szkoły Sztabu Generalnego w Warszawie. Po ukończeniu kursu otrzymał tytuł adiutanta sztabowego i przydział do Dowództwa IV Brygady Piechoty Legionów. 15 lipca 1920 roku został zatwierdzony z dniem 1 kwietnia 1920 roku w stopniu majora, w piechocie, w grupie oficerów byłych Legionów Polskich. Był wówczas przydzielony do 4 pułku piechoty Legionów. Następnie został kierownikiem Centrum Wyszkolenia 2 Armii. 1 czerwca 1921 roku pełnił służbę w 3 pułku piechoty Legionów.
3 maja 1922 roku został zweryfikowany w stopniu majora ze starszeństwem z dniem 1 czerwca 1919 roku i 135. lokatą w korpusie oficerów piechoty. 22 lipca 1922 roku został przeniesiony z 3 pułku piechoty Legionów do 84 pułku piechoty w Pińsku na stanowisko pełniącego obowiązki zastępcy dowódcy pułku. 31 marca 1924 roku został awansowany na podpułkownika ze starszeństwem z dniem 1 lipca 1923 roku i 58. lokatą w korpusie oficerów piechoty. W 1924 roku został przeniesiony do Doświadczalnego Centrum Wyszkolenia w Rembertowie na stanowisko wykładowcy. 31 października 1927 roku został przeniesiony do 40 pułku piechoty we Lwowie na stanowisko zastępcy dowódcy pułku. 23 grudnia 1927 roku został przeniesiony do 53 pułku piechoty Strzelców Kresowych w Stryju na stanowisko dowódcy pułku. 21 listopada 1929 roku otrzymał od inspektora armii, generała dywizji Juliusza Rómmla następującą opinię: „wybitny instruktor i wychowawca korpusu oficerskiego, a także organizator i administrator. Bardzo inteligentny. Oficer o zdolnościach wyżej niż przeciętne. Nadaje się na obecnym stanowisku” (powyższa opinia, jako jedyna „opinia inspektorska” była powtarzana w listach kwalifikacyjnych aż do 1938 roku włącznie). 18 czerwca 1930 roku został przeniesiony do Komendy Placu Kraków na stanowisko komendanta. 28 stycznia 1931 roku został przeniesiony do Centrum Wyszkolenia Piechoty w Rembertowie na stanowisko zastępcy komendanta. 28 czerwca 1933 roku został przeniesiony do dyspozycji szefa Departamentu Piechoty Ministerstwa Spraw Wojskowych z zachowaniem dotychczasowego dodatku służbowego. 7 czerwca 1934 roku został przeniesiony na stanowisko komendanta miasta Poznania. Służbę na tym stanowisku pełnił do 1939 roku.
Zmarł 19 października 1946 roku. Został pochowany na cmentarzu Wellshill w Perth.
Był kawalerem.

## Ordery i odznaczenia
- Krzyż Srebrny Orderu Wojskowego Virtuti Militari nr 7357 – 17 maja 1922[21][1][22]
- Krzyż Niepodległości – 12 maja 1931 „za pracę w dziele odzyskania Niepodległości”[23][24]
- Krzyż Kawalerski Orderu Odrodzenia Polski – 11 listopada 1937[25]
- Krzyż Walecznych czterokrotnie
- Złoty Krzyż Zasługi – 10 listopada 1928[26][27][28][24]
- Medal Pamiątkowy za Wojnę 1918–1921[24]
- Medal Dziesięciolecia Odzyskanej Niepodległości[24]